# Авдіївське
Авдіївське (до 1960 року — Бур'яні́вка, до 2024 року — Первома́йське) — село Очеретинської селищної громади Покровського району Донецької області, в Україні. Населення становить 2208 осіб.

## Загальні відомості
Відстань до райцентру становить близько 24 км і проходить автошляхом місцевого значення.
Через село проходить автошлях E50.

## Історія
Село засноване у другій половині XIX століття.
14 листопада 2014 року терористи обстріляли колону поблизу аеропорту Донецька біля села Первомайське — військові виходили на ротацію та потрапили у засідку, машина згоріла. Загинули вояки 28 бригади Руслан Біленко й Іван Ворохта.

25 березня 2015 року у селі невідомі завалили пам'ятник Леніну.
7 лютого 2023 року поблизу села відбувся бій
2024 9 квітня ворог тимчасово окупував село.
10 квітня 2024 року Комітет Верховної Ради України з питань організації державної влади, місцевого самоврядування, регіонального розвитку та містобудування підтримав перейменування села на Авдіївське.

## Релігійне життя
У Первомайському є храм Казанської ікони Божої Матері Донецької єпархії УПЦ (МП). Храм освячений 16 листопада 2003 року. Було переобладнано будівлю колишньої школи, побудовану 1917 року. Прихід відкритий у 1993 році. Переобладнання школи під храм розпочато у 2002 році.

## Населення
За даними перепису 2001 року населення села становило 2208 осіб, із них 33,42 % зазначили рідною мову українську, 65,81 %— російську, 0,32 %— вірменську, 0,05 %— білоруську та болгарську мови.